# Sinomphisa jeannelalis
Sinomphisa jeannelalis là một loài bướm đêm trong họ Crambidae.